# Wilhelm Klingenberg
Wilhelm Klingenberg   (Rostock, 28 de gener de 1924 - Röttgen, 14 d'octubre de 2010) va ser un matemàtic alemany.

## Vida i obra
Tot i haver nascut a Rostock (nord d'Alemanya), el seu pare, que era pastor protestant, es va traslladar a Berlín el 1934 on podia ser més actiu com membre del moviment religiós Bekennende Kirche, que defensava els drets de l'esglèssia protestant enfront del nazisme. Va acabar els estudis secundaris el 1941, però no va poder entrar a la universitat perquè va haver d'ingressar a l'exèrcit alemany en el qual va romandre quatre anys i mig, acabant com sotstinent d'artilleria a Berlín. Acabada la Segona Guerra Mundial, amb Berlín devastat, es va matricular a la universitat de Kiel, en la qual va estudiar els primers anys geometria clàssica amb els professors Karl Heinrich Weise i Friedrich Bachmann. El 1950 va obtenir el doctorat amb una tesi sobre geometria diferencial afí.
El 1953 va ser nomenat professor de la universitat de Göttingen en la qual va romandre fins al 1963, però només nominalment ja que durant aquest període va ser professor a la universitat d'Indiana Bloomington i a l'Institut d'Estudis Avançats de Princeton. De 1963 fins a 1966 va ser professor de la universitat de Magúncia i el 1966 va rebre ofertes de les universitats de Zúric i de Bonn, decantant-se per aquesta última en la qual es va jubilar el 1989, passant a ser professor emèrit.
Klingenberg va publicar uns quants llibres de text sobre àlgebra lineal i geometria, sobre geometria diferencial i sobre geometria riemanniana, i una vuitantena d'articles científics, els més notales dels quals van ser sobre geometria algebraica, geometria riemanniana i geodèsica tancada.
També va ser un entusiasta del piano, de la hípica i de l'art xinès. Aquesta última afició el va portar a escriure un llibre sobre el Tibet, Tibet: Erfahrungen auf dem Dach der Welt (2001), que és una inusual barreja d'informacions pràctiques i experiències personals.